# Процесс над наёмниками в Луанде
Процесс над наёмниками в Луанде (порт. Julgamento dos Mercenários em Luanda, англ. Luanda Trial) — судебный процесс в столице Анголы Луанде, состоявшийся в июне-июле 1976 года. 13 британских и американских граждан обвинялись в наёмном участии в ангольской гражданской войне на стороне антиправительственного движения ФНЛА и его лидера Холдена Роберто. Завершился четырьмя смертными приговорами, приведёнными в исполнение. Процесс явился крупным пропагандистским успехом режима МПЛА.

## Предмет процесса и состав суда
В феврале 1976 года бойцы Народных вооружённых сил освобождения Анголы (ФАПЛА) и кубинского экспедиционного корпуса взяли в плен 13 наёмных боевиков антиправительственного движения ФНЛА (10 британцев и 3 американцев). Было принято решение провести показательный процесс, который юридически и символически подчеркнул бы победу марксистского правительства МПЛА в ангольской гражданской войне.
Следствие велось службой госбезопасности ДИСА. 26 мая 1976 было сформулировано обвинительное заключение для Tribunal Popular Révolucionario — Народно-революционного трибунала. 5 июня представитель ДИСА Луиш ди Алмейда объявил о доказанной виновности наёмников и о намерении «посадить на скамью подсудимых не только их, но и британский и американский империализм». Через день министр юстиции Диогениуш Боавида открыл тематическую выставку с вещественными доказательствами. 9 июня в Луанде была проведена массовая демонстрация с требованием смертных приговоров всем обвиняемым.
Впоследствии стало известно, что президент Агостиньо Нето поначалу не был склонен к казням, дабы не конфликтовать с американским и британским правительствами. Однако самую жёсткую позицию занимал министр внутренней администрации Ниту Алвиш — ортодоксальный коммунист, в скором будущем лидер Мятежа «фракционеров». Он был активным организатором демонстрации, его агитаторы накаляли обстановку призывами к расстрелам.
11 июня 1976 в Луанде открылись судебные заседания. Председателем суда являлся генеральный прокурор Народной Республики Ангола Эрнешту Тейшейра да Силва, четверо других судей представляли офицерский корпус ФАПЛА, ангольское телевидение и женскую общественную организацию, аффилированную с МПЛА. Государственное обвинение представлял прокурор Мануэл Руй Алвиш Монтейру.
Обвиняемым были предоставлены ангольские адвокаты. К защите американских подсудимых ангольские власти допустили адвокатов из США Роберта Сеснера и Билла Уилсона.
Заседания велись на португальском языке с официальными переводами на английский, французский, испанский и русский. Присутствовали более 100 ангольских и иностранных журналистов, 42 официальных наблюдателя из 37 стран.

## Подсудимые и обвинения
Перед судом предстали:
- Костас Георгиу, он же «полковник Каллэн» (Великобритания), 24 года, бывший капрал британских парашютно-десантных войск
- Эндрю Гордон Маккензи (Великобритания), 26 лет, бывший военнослужащий британских парашютно-десантных войск
- Дерек Джон Баркер (Великобритания), 35 лет, бывший военнослужащий британских парашютно-десантных войск
- Дэниэл Фрэнсис Герхарт (США), 33 года, бывший военнослужащий американских сухопутных войск
- Густаво Марсело Грильо (США), 27 лет, бывший взводный сержант американской морской пехоты
- Гэри Мартин Акер (США), 21 год, бывший военнослужащий американской морской пехоты
- Майкл Дуглас Уайсман (Великобритания), 27 лет, бывший военнослужащий британских сухопутных войск
- Кевин Джон Маршан (Великобритания), 25 лет, бывший военнослужащий британских сухопутных войск
- Джон Лоулор (Великобритания), 23 года, бывший британский морской стрелок
- Колин Клиффорд Эванс (Великобритания), 28 лет, бывший военнослужащий британских сухопутных войск
- Сесил Мартин Форчун (Великобритания), 32 года, бывший военнослужащий британских парашютно-десантных войск
- Джон Джеймс Наммок (Ирландия, Великобритания), 20 лет, резервист ирландской армии
- Малькольм Макинтайр (Великобритания), 26 лет, британский военный фельдшер

Все подсудимые проходили военную службу и имели военные специальности. Четверо обладали опытом военных действий — Георгиу участвовал в североирландских столкновениях, Грильо, Герхарт и Акер прошли войну во Вьетнаме. Один из них — Грильо — имел и командный опыт, но только на уровне взвода.
Семеро из тринадцати относились к одному подразделению: Маккензи, Маршан, Уайсман, Эванс, Форчун, Макинтайр служили под командованием Георгиу-Каллэна.
Георгиу, Маккензи, Баркер, Уайсман, Маршан, Лоулор, Эванс, Форчун, Макинтайр были гражданами Великобритании; Герхарт, Грильо, Акер — гражданами США; Наммок — гражданином Ирландии, однако жил он в Лондоне, завербован был там же и обычно рассматривался как британский наёмник.
Почти все они относились к социальным низам — рабочим, безработным, люмпенам. По признаку социального происхождения исключение составлял Грильо — выходец из богатой и влиятельной аргентинской семьи, но и он к моменту вербовки в Анголу утратил прежний статус и принадлежал к люмпен-криминалитету. Трое — Георгиу, Баркер, Грильо — были ранее судимы за уголовные преступления.
Всем им инкриминировалась наёмная служба в вооружённых формированиях (ЭЛНА) антиправительственного ФНЛА и участие в гражданской войне с правительством МПЛА. Маккензи, Макинтайр, Маршан, Уайсман и Эванс составляли спецподразделение Killer Group под непосредственным руководством Георгиу — отличавшееся особой эффективностью в боестолкновениях и засадах. Георгиу, Маккензи, Баркеру, Грильо ставилось также в вину занятие командных постов в ФНЛА, руководящая роль в военном сопротивлении правительственным войскам. Чётких юридических оснований для ответственности за наёмничество в то время не существовало, однако суд руководствовался инструкцией МПЛА от 1966 года (когда правящая партия Анголы была одним из нескольких партизанских движений страны).
Наиболее тяжёлые обвинения — в том числе в убийствах, применении пыток, насилии над гражданским населением — были выдвинуты в отношении Георгиу. Главное из них заключалось в расстреле группы подчинённых наёмников, пытавшихся дезертировать из отряда — это произошло 1 февраля 1976 в районе Макела-ду-Зомбу (провинция Уиже). По данному обвинению Георгиу разыскивался также Скотланд-Ярдом. В качестве ближайшего сообщника Георгиу в этой акции рассматривался Маккензи.
Одиннадцать подсудимых содержались в тюрьме Луанды, двое — Маккензи и Грильо — в военном госпитале, где им оказывалась медицинская помощь (у тяжело раненого Маккензи была ампутирована нога, в зале суде он находился в инвалидном кресле).

## Политическая направленность процесса
Гражданская война в Анголе имела выраженную идеологическую составляющую. ФНЛА был антикоммунистической организацией, тогда как МПЛА занимало прокоммунистические, просоветские позиции. Однако почти все обвиняемые настаивали на своей аполитичности. Некоторые из них утверждали, будто считали заирскую столицу Киншасу — через которую добирались к месту исполнения контракта — столицей Анголы и были уверены, что там не происходит ничего предосудительного, поскольку в этот пункт летают самолёты солидных авиакомпаний. Главный обвиняемый Георгиу — которого лидер ФНЛА Холден Роберто отличал как «человека феноменального мужества» — дал утвердительный ответ на вопрос, согласился ли бы он перейти на сторону МПЛА при условии повышенной оплаты.

Мне совершенно наплевать на ФНЛА. Я приехал сюда, в Анголу, не потому, что имею что-либо против коммунизма или кубинских и ангольских войск. Я вообще не такой человек, который против кого-либо. Я приехал сюда только из-за денег, не из-за чего больше.
— Густаво Марсело Грильо 
Единственное исключение составлял американец Дэниэл Герхарт (рабочий из Мэриленда, ветеран Вьетнамской войны). Он мотивировал своё прибытие в Анголу антикоммунистическими взглядами и открыто декларировал их.

Я приехал, как и остальные, заработать немного денег. А заодно бороться с коммунизмом. Я думаю так же, как и мои соотечественники. Я не умею ясно и чётко изъясняться на такие темы. Но если хотите, чтобы я был откровенен, пожалуйста. Я понимаю под коммунизмом нечто северокорейское.
— Дэниэл Фрэнсис Герхарт 
С другой стороны, Густаво Грильо (американский гангстер аргентинского происхождения, вьетнамский ветеран, командир взвода морской пехоты и участник обороны Хюэ) выступил с демонстративным раскаянием. Он высказал горячие симпатии к режиму МПЛА, благодарил власти «народной республики», восхищался «равенством и справедливостью», обличал американское общество как «чудовищное» и «построенное на издевательстве сильного над слабым».
В результате Герхарт — взятый в плен через несколько дней после прибытия в Анголу, не успевший принять участие ни в одном бою и не обвиняемый в убийствах — был объявлен агентом ЦРУ и получил смертную казнь. В то же время Грильо — расстреливавший пленных солдат ФАПЛА — «с учётом поведения на суде» отделался тюремным заключением.
Различие приговоров Герхарту и Грильо однозначно продемонстрировало политико-идеологический характер суда. Эта направленность практически не скрывалась. Она скорее подчёркивалась и в речах прокурора Алвиша Монтейру, и в выступлениях ангольских адвокатов, которые фактически поддерживали обвинение. Американский адвокат Роберт Сеснер и его британские коллеги делали упор на отсутствие правовой базы наказания за наёмничество, однако сугубо юридические доводы игнорировались судом. Обвинение требовало смертной казни для всех тринадцати человек.
В то же время суд не допускал откровенного лжесвидетельства, опровергаемого фактами. Двое военнослужащих ФАПЛА — свидетели обвинения были арестованы, когда Маккензи документально продемонстрировал ложность их показаний.
Процесс наёмников стал заметной вехой ангольского политического противоборства. МПЛА и его международные союзники достигли серьёзного пропагандистского эффекта. Борьба с правящим режимом Луанды оказалась увязана в сознании мировой общественности с военными преступлениями.

## Приговоры
Приговоры оглашались 28 июня 1976 года. Костас Георгиу, Эндрю Маккензи, Дэниэл Герхарт и Джон Баркер были приговорены к смертной казни, Густаво Грильо, Кевин Маршан и Майкл Уайсман — к 30 годам тюремного заключения, Джон Лоулор, Колин Эванс и Сесил Форчун — к 24 годам, Малькольм Макинтайр, Джон Наммок и Гэри Акер — к 16 годам.
Приговор в отношении Георгиу был вполне предсказуем. Он совершил ряд убийств, применял пытки и с самого начала взял на себя полную ответственность за себя и за своих подчинённых. «Полковник Каллэн» был единственным из подсудимых, кто в последнем слове не раскаивался и не просил о снисхождении. В обвинительном заключении он характеризовался как человек «фашистского менталитета». Большинство других подсудимых говорили о страхе перед командиром и этим объясняли свои действия.
На процессе «полковник Каллэн» держался жёстко, но выступал путанно и многословно. Некоторые наблюдатели выражали сомнения в психической адекватности Георгиу, чему способствовали свидетельства о его патологической жестокости. Георгиу никак не реагировал на пафос обвинения либо высказывал пренебрежение к суду. Других подсудимых он по-прежнему считал своими подчинёнными, иногда заставлял их умолкать одним брошенным взглядом. Попытки психологического воздействия — они предпринимались, чтобы добиться демонстративного раскаяния — Георгиу начисто игнорировал. Несмотря на свою твёрдость, сочувствия иностранных наблюдателей этот человек не вызывал.
Маккензи обвинялся в том же убийстве дезертиров и признавал это, хотя ссылался на приказ Георгиу. Баркеру инкриминировалось командование гарнизоном ФНЛА в Санту-Антониу-ду-Заири и упорное сопротивление правительственным войскам, приведшее к многочисленным жертвам.
Однако смертная казнь для Герхарта вызвала недоумение и протесты. Лейбористский премьер-министр Великобритании Джеймс Каллагэн обратился к президенту Нето с просьбой помиловать приговорённых. Нето ответил демонстративным отказом. Казнь состоялась на следующий день после его выступления.

## Исполнение вердикта
10 июля 1976 года Георгиу, Маккензи, Герхарт и Баркер были расстреляны спецкомандой военной полиции МПЛА (Маккензи поднялся с инвалидной коляски, дабы встретить смерть стоя). Грильо, Акер, Макинтайр, Уайсман, Маршан, Лоулор, Эванс, Форчун и Наммок отправились в луандскую тюрьму Сан-Паулу.
27 мая 1977 года тюрьма Сан-Паулу была захвачена мятежниками-«фракционерами». По воспоминаниям Акера, заключённые наёмники знали, что попытку переворота предприняли ортодоксальные коммунисты Ниту Алвиша — Nitistas — и приготовились к смерти. Мятежники убили функционера DISA Элдера Феррейру Нето, куратора мест заключения (офицер-португалец был известен корректным обращением с белыми заключёнными). Наёмникам предложили присоединиться к мятежу, но все они отказались покинуть камеры. Комиссар женского отряда Nitistas Фернанда Делфино Нанди (на тот момент беременная) приказала их расстрелять; её с трудом отговорили мятежники-мужчины. (Нанди была расстреляна вскоре после подавления мятежа и рождения ребёнка.)
После этих событий режим содержания наёмников был смягчён — власти зачли им отказ от побега. Этих заключённых стали зачислять в хозобслугу. Наибольших успехов в этом отношении добился квалифицированный механик Акер, привлечённый для работы в тюремном гараже. Несмотря на заявленную прежде «аполитичность», Акер даже вёл антикоммунистическую агитацию — сначала с окрестными детьми, допускаемыми на тюремную территорию, потом с вольнонаёмными и даже некоторыми охранниками.

## Освобождение
Грильо и Акер (а также американский лётчик Джеффри Тайлер, захваченный в 1981) были освобождены в 1982 году. В обмен на троих американцев и тела трёх убитых южноафриканцев антикоммунистические повстанцы УНИТА освободили 94 пленных солдат правительственных войск, двух советских лётчиков, советского прапорщика Николая Пестрецова и кубинского солдата, а также передали тела четырёх убитых. Договорённость с лидером УНИТА Жонашем Савимби была достигнута при активном участии будущего президента США Джорджа Буша-старшего (на тот момент — вице-президента в администрации Рональда Рейгана) и посредничестве Замбии.
Интересно, что после освобождения Грильо отказался комментировать свои антиамериканские инвективы и хвалы режиму МПЛА, произнесённые на суде. Комментаторы предположили, что цель таких речей состояла в том, чтобы избежать смертной казни — и она была достигнута. При этом Грильо дал понять, что намерен заняться бизнесом с ангольскими партнёрами.
Макинтайр, Маршан, Уайсман, Лолар, Эванс, Форчун и Наммок вышли на свободу в 1984 году, после длительных анголо-британских переговоров.